# 14 d'abril
El 14 d'abril és el cent quatrè dia de l'any del calendari gregorià i el cent cinquè en els anys de traspàs. Queden 261 dies per a finalitzar l'any.

## Esdeveniments
Països Catalans
- 1893, Barcelona: Estrena a Catalunya, en castellà, de l'obra d'Ibsen Un enemic del poble, al Teatre Novetats.[1]
- 1931, Barcelona: Macià proclama la «República Catalana dins la Federació Ibèrica», acte federalista que seria diluït en poques hores per la proclamació de la Segona República Espanyola.[2]
- 1936: Barcelona: última representació del grup de teatre «La Barraca», creat per Federico García Lorca.[3]
- 1943, Barcelona: Inauguració del Museu d'Història de la Ciutat.
- 1945, Caracas (Veneçuela): Es crea el Centre Català de Caracas, entitat catalanista fundada per 112 catalans exiliats per la Guerra Civil.
- 1955, Aitona, Segrià: Descoberta de Genó, jaciment arqueològic de l'edat del bronze, datat al segle ix aC.
- 1976, Barcelona: Gonzalo Pontón funda Editorial Crítica.
- 1994, Vallès Occidental: Badia del Vallès s'independitza de Cerdanyola del Vallès i Barberà del Vallès i forma un municipi propi.
- 2000, Escaldes-Engordany, Andorra: Es comet el brutal assassinat homòfob de Nuno Ribeiro, que suposà un terratrèmol pel col·lectiu LGBT al país.[4]
- 2002, Figueres (Alt Empordà): l'Orquestra de Cambra de l'Empordà impulsa la fundació de l'Orquestra Filharmònica de Catalunya.[5]
- 2003, Bethesda, Maryland (EUA): S'anuncia que s'ha completat la seqüència del genoma humà.[6]
- 2005, Madrid: El Consell de Ministres aprova el projecte de llei que permetrà el retorn dels documents que es trobaven a l'Arxiu General de la Guerra Civil de Salamanca i la creació del Centre Documental de la Memòria Històrica en aquesta mateixa ciutat.

Resta del món
- 69 - Bedríacum, Gàl·lia Cisalpina: Vitel·li, comandant de les tropes del Rin, derrota a l'emperador Otó en la primera batalla de Bedríacum i es fa amb el tron.
- 70 - Jerusalem, Judea: Tit, fill de l'emperador Vespasià, rodeja la ciutat amb quatre exèrcits, dins del marc del Setge de Jerusalem.
- 1205 - Adrianòpolis, Tràcia: Balduí I de Constantinoble és vençut pels búlgars en la Batalla d'Adrianòpolis.
- 1471 - Barnet, Anglaterra: té lloc la batalla de Barnet, en el marc de la Guerra de les Dues Roses.[7]
- 1561 – Nuremberg: s'observa un fenomen celestial, i se'l descriu com a batalla aèrea.
- 1800 - Washington D.C., EUA: fundació de la Library of Congress, biblioteca parlamentària de la nació.[8]
- 1865 - Washington D.C., EUA: John Wilkes Booth atempta contra el President dels Estats Units, Abraham Lincoln, disparant-li a la seva llotja del Teatre Ford. El President moriria poc després, ja el dia 15.
- 1883 - París: S'estrena l'òpera Lakmé, de Léo Delibes, a l'Opéra-Comique.[9]
- 1912 - Oceà Atlàntic: el transatlàntic Titanic xoca amb un iceberg a les 23:40, enfonsant-se, 2 hores i 45 minuts més tard, ja al dia 15.[10]
- 1849 - Debrecen, Hongria: Després que les tropes magiars, liderades per Lajos Kossuth, vencessin l'exèrcit austríac, l'assemblea de Debrecen proclama la Primera República d'Hongria.[11]
- 1931 - Madrid, Espanya: arran de la victòria electoral republicana del 12 d'abril, a l'horabaixa, el poble madrileny es llança al carrer multitudinàriament; el comandant de la Guàrdia Civil, el general Sanjurjo, no pot garantir la continuïtat de la monarquia i el rei Alfons XIII «el Cametes» es veu obligat a abdicar. Es proclama la Segona República Espanyola.[12]
- 1958: La nau espacial soviètica Sputnik 2 es desintegra en penetrar a l'atmosfera, després de 162 dies en òrbita.
- 1962 - Espanya: Les Corts aproven la nacionalització del Banc d'Espanya.
- 1981 - Estats Units: el Transbordador espacial Columbia, tripulat per dos homes, culmina amb èxit el seu primer vol espacial.
- 2004 - Sud-àfrica: S'hi celebren les terceres eleccions presidencials després de la caiguda del règim d'apartheid.

## Naixements
Països Catalans
- 1894, Barcelona: Enric Casassas i Cantó, pedagog català (m. 1977).
- 1902, Gironella: Estel Cortichs Vinyals, mestra catalana compromesa amb la República, exiliada a Mèxic (m. 1985).[13]
- 1920, 
  - Cervera, Província de Lleida: Josep Benet i Morell, historiador, editor i polític (m. 2008).[14]
  - Barcelona: Rosa Almagro i Ribera de Presas, compositora (m. 2006).[15]
- 1931, Barcelona: Fanny Da Rosa, escriptora.
- 1946, Elx: Maria Rosa Verdú Alonso, mestra, advocada, empleada de banca, política i sindicalista valenciana.
- 1951, Íllora, Andalusia: José Eduardo González Navas, polític català.
- 1952, Figueres (Alt Empordà): Carles Coll i Costa, músic.
- 1953, Barcelonès: Mercè Conesa González, periodista d'El Periódico de Catalunya, i feminista (m. 2009).
- 1958, Beniarrés: Vicenta Crespo Domínguez, filòloga, professora i política, ha estat alcaldessa i diputada a les Corts Valencianes.
- 1966, Tortosa: Dolors López Ortega, llicenciada en història i política, ha estat diputada al Parlament de Catalunya.
- 1995, Inca: Catalina Corró i Lorente, nedadora mallorquina 25 cops campiona d'Espanya.[16]

Resta del món
- 1527, Anvers: Abraham Ortelius, cartògraf i geògraf flamenc (m. 1598).[17]
- 1578, Madrid, Regne de Castella: Felip III de Castella, rei de Castella, Aragó i Portugal i comte de Barcelona.
- 1629, La Haia, Països Baixos: Christiaan Huygens, matemàtic holandès (m. 1695).[18]
- 1738, Nottinghamshire, Regne d'Anglaterra: William Cavendish-Bentinck Duke of Portland, polític anglès, Primer Ministre del Regne Unit (m. 1809).[19]
- 1764, París: Firmin Didot, tipògraf i editor (m. 1836).[20]
- 1838, Darmstadt: Karl Zöppritz matemàtic, físic i geògraf alemany.
- 1866
  - Trakai, Imperi Rus: Vladímir Belski, poeta i llibretista rus, col·laborador de Rimski-Kórsakov.
  - Feeding Hills, Agawam, EUA: Anne Mansfield Sullivan, mestra estatunidenca, mestra de Helen Keller (m. 1936).[21]
- 1868, Strabane: Annie Russell Maunder, astrònoma i matemàtica irlandesa (m. 1947).[22]
- 1882, Berlín, Imperi Alemany: Moritz Schlick, filòsof alemany (m. 1936).[23]
- 1889, Londres, Anglaterra: Arnold Joseph Toynbee, historiador i professor anglès, que va intentar sintetitzar la història universal (m. 1975).[24]
- 1904, Londres, Anglaterra: John Gielgud, actor anglès (m. 2000).
- 1907, Haití: François Duvalier («Papa Doc»), polític haitià, president d'Haití (m. 1971).[25]
- 1909, Buenos Aires: Isabel Aretz, compositora, investigadora, escriptora i etnomusicòloga argentina (m. 2005).[26]
- 1921, Oakland, Califòrnia, EUA: Thomas Schelling, economista estatunidenc, Premi Nobel d'Economia de l'any 2005 (m. 2016).[27]
- 1922, Buenos Aires: María Luisa Bemberg, directora de cinema i guionista argentina (m. 1995).[28]
- 1925, Westhampton (Nova York), EUA: Rod Steiger, actor estatunidenc.[29]
- 1936, Denver (Colorado): Cynthia Irwin-Williams, arqueòloga de la prehistòria del sud-oest americà (m. 1990).
- 1938, Cortes de Navarra, País Basc: Mario Gaviria Labarta, sociòleg basc.
- 1941, Assam, Índia Britànica: Julie Christie, actriu britànica.
- 1944, Hanoi, Vietnam: Nguyễn Phú Trọng, estadista vietnamita.
- 1945
  - Weston-super-Mare, Anglaterra: Ritchie Blackmore, guitarrista de rock que ha tocat per a grups com Deep Purple, Rainbow i Blackmore's Night.
  - Lepa, Samoa: Tuila'epa Sailele Malielegaoi, primer ministre samoà.
- 1947, Masterton, Nova Zelanda: Alan MacDiarmid, químic nord-americà d'origen neozelandès, Premi Nobel de Química de l'any 2000 (m. 2007).[30]
- 1961, Glasgow, Escòcia: Robert Carlyle, actor britànic.
- 1963, Montevideo: Graciela Muslera, arquitecta i política uruguaiana; va ser ministra d'Habitatge, Ordenament Territorial i Medi Ambient.
- 1973, Woodhaven, Nova York, EUA: Adrien Brody, actor estatunidenc.
- 1977, Nova York: Sarah Michelle Gellar —nom de casada Sarah Michelle Prinze—, actriu i productora estatunidenca.
- 1985, Stàvropol, RSS de Rússia: Konstantin Igropulo, jugador d'handbol rus.

## Necrològiques
Països Catalans
- 1864 - Tarragona: Josep Domènec Costa i Borràs, arquebisbe de Tarragona, fundador de les Missioneres de la Immaculada Concepció.[31]
- 1910 - Madrid, Espanya: Emili Sala i Francés, pintor valencià (n. 1850).[32]
- 1936 - Barcelona: Rosa Cazurro i Marcó, actriu catalana (n. 1858).[33]
- 1937 - Barcelona: Francesc de Paula Xercavins i Rius, psiquiatre català (n. 1855).
- 1956 - Barcelonaː Anna Senyé d'Aymà, poetessa, periodista i activista social catalana (n. 1881).[34]
- 1999 - Barcelona: Tone Høverstad, dissenyadora gràfica noruega afincada a Barcelona (n. 1944).[35]
- 2014 - Barcelona: Albert Manent i Segimon, escriptor català (n. 1930).[36]

Resta del món
- 911, Roma (Estats Pontificis)ː Sergi III, papa.[37]
- 1345, Durham (Anglaterra): Richard de Bury, bisbe i col·leccionista de llibres, autor de Philobiblon (m. 1287).[38]
- 1685 - Londres, Regne Unit: Thomas Otway, dramaturg anglès (n. 1652).
- 1759 - Londres, Regne Unit: Georg Friedrich Händel, compositor alemany (n. 1685).[39]
- 1861 - Edo (Japó): Utagawa Kuniyoshi, dissenyador de gravats i pintor japonès (n. 1798).[40]
- 1917 - Varsòvia, Polònia: L. L. Zamenhof, oftalmòleg, iniciador de l'idioma esperanto (n. 1859).[41]
- 1930 - Moscou: Vladímir Maiakovski, poeta rus (n. 1893).[42]
- 1935 - Bryn Mawr (els EUA): Emmy Noether, matemàtica alemanya (n. 1882).[43]
- 1944 - Staffordshire (Anglaterra): Mary Adela Blagg, astrònoma britànica; compilà el nomenclàtor lunar que adoptaria la UAI (n. 1858).[44]
- 1958 - Londres: Katharine Goodson, pianista anglèsa (n. 1872)
- 1964 - Silver Spring, EUA: Rachel Carson, biòloga marina i ecòloga nord-americana (n. 1907).[45]
- 1969 - Madrid: Matilde Muñoz Sampedro, actriu espanyola (n. 1900).[46]
- 1975 - Los Angeles, EUA: Fredric March, actor nord-americà.
- 1980 - Roma, Itàlia: Gianni Rodari, mestre, escriptor, pedagog i periodista italià (n. 1920).[47]
- 1986 - París, França: Simone de Beauvoir, novel·lista i filòsofa francesa (n. 1908)[48]
- 1991 - Buenos Aires, Argentina: Rodolfo Zubrisky, violinista argentí.
- 1995 - Anacortes, Estat de Washington, Estats Units: Burl Ives, actor estatunidenc.
- 2001 - Tòquio (Japó): Hiroshi Teshigahara, director de cinema japonès.[49]
- 2009 - París, França: Maurice Druon, polític i escriptor francès. Premi Goncourt 1948. (n. 1918)[50]
- 2012 - Pescara, Itàlia: Piermario Morosini, futbolista italià (n. 1986).
- 2019 - Estocolm: Bibi Andersson, actriu de teatre i de cinema sueca (n. 1935).[51]

## Altres
- 14 d'abril: Macià contra Companys, pel·lícula a mig camí entre la ficció i el documental històric que tracta sobre la proclamació de la República Catalana i està basada en el llibre del mateix títol de Toni Soler.

## Festes
- Onomàstica: sants Ardalió l'Actor, màrtir; Lambert de Lió, bisbe; Antoni, Joan i Eustaci de Vílnius, màrtirs; beat Pere González Telmo (Sant Telm), religiós dominicà gallec; sant Benet d'Avinyó, laic; sant Bernat d'Abbeville, fundador de l'Orde de Tiron; beata Lidwina de Schiedam,[52] verge, i Isabel Calduch i Rovira, màrtir clarissa. A l'Església Catòlica Siríaca: sant Simeó bar Sabas, màrtir.
- Dia de l'alfabet N'ko.